# Un po’ artista un po’ no
Un po’ artista un po’ no (с итал. — «Немного артист, немного нет») — студийный альбом итальянского певца и киноактёра Адриано Челентано, выпущенный в 1980 году лейблом Clan Celentano.

## Об альбоме
Диск состоит из восьми треков. Музыка альбома представлена такими направлениями, как поп, рок и диско (итало-диско). 
Альбом получил известность благодаря композициям «Il tempo se ne va» (рус. Время идёт) и «Un po’ artista un po’ no».
Над альбомом работал известный итальянский композитор и певец Тото Кутуньо (после этого альбома их сотрудничество прекратилось; несмотря на это, они остались хорошими приятелями). По его собственным словам, композицию «Il tempo se ne va» он посвятил дочери Адриано Челентано — Розите.
Продюсером диска является Мики Дель Прете, многолетний друг и коллега Адриано Челентано. Также, Мики Дель Прете написал ряд текстов песен для этого альбома.
Изначально альбом выпускался на LP, в 1996 году он был переиздан на компакт-диске. 
Пластинка также издавалась в Германии, Франции, Греции и Югославии. 
В поддержку данного диска на итальянском телевидении была показана одноимённая программа, где Челентано исполнил несколько песен, в том числе с альбома Un po’ artista un po’ no.
Две композиции диска были изданы как сингл — «Il tempo se ne va» и «Non se ne parla nemmeno».
Обложкой альбома послужило фото Адриано с итальянской актрисой Памелой Прати. На фотографии Челентано изображён в коричневом костюме и шляпе, а Памела — в красном платье.

## Список композиций
Вся музыка написана Тото Кутуньо.
| №  | Название                                                                 | Текст песни                          | Музыка       | Длительность |
| -- | ------------------------------------------------------------------------ | ------------------------------------ | ------------ | ------------ |
| 1. | «Un po’ artista un po’ no» (Немного артист, немного нет)                 | Мики Дель Прете, Кристиано Минеллоно | Тото Кутуньо | 4:59         |
| 2. | «L’orologio» (Часы)                                                      | Мики Дель Прете, Кристиано Минеллоно | Тото Кутуньо | 4:44         |
| 3. | «Manifesto» (Афиша)                                                      | Мики Дель Прете, Кристиано Минеллоно | Тото Кутуньо | 4:36         |
| 4. | «Il tempo se ne va» (Время идёт)                                         | Клаудия Мори, Кристиано Минеллоно    | Тото Кутуньо | 3:48         |
| 5. | «Una parola non ci scappa mai» (Слово, которое от нас никогда не убежит) | Клаудия Мори, Кристиано Минеллоно    | Тото Кутуньо | 4:18         |
| 6. | «Non se ne parla nemmeno» (Даже если никто не говорит об этом)           | Клаудия Мори, Кристиано Минеллоно    | Тото Кутуньо | 4:16         |
| 7. | «Se non è amore» (Если это — не любовь)                                  | Мики Дель Прете, Кристиано Минеллоно | Тото Кутуньо | 4:18         |
| 8. | «Spettabile Signore» (Уважаемый Синьор)                                  | Клаудия Мори, Кристиано Минеллоно    | Тото Кутуньо | 3:02         |

## Список синглов
Сторона «А»
| №  | Название            | Текст песни                       | Музыка       | Длительность |
| -- | ------------------- | --------------------------------- | ------------ | ------------ |
| 1. | «Il tempo se ne va» | Клаудия Мори, Кристиано Минеллоно | Тото Кутуньо | 3:48         |

Сторона «Б»
| №  | Название                  | Текст песни                       | Музыка       | Длительность |
| -- | ------------------------- | --------------------------------- | ------------ | ------------ |
| 1. | «Non se ne parla nemmeno» | Клаудия Мори, Кристиано Минеллоно | Тото Кутуньо | 4:16         |

## Создатели альбома
- Адриано Челентано — вокалист;
- Тони Миммс — аранжировки;
- Паоло Боччи (итал. Paolo Bocchi) — сведение;
- Мики Дель Прете (итал. Miki del Prete) — продюсер;
- Винченцино (итал. Vincenzino) — фотограф.